# Jasza (törvénykönyv)
A Jasza vagy Jassza (cirill mongol: Их Засаг, ih dzsaszak = "Nagy Törvény") a mongol szokásjogon alapuló, uralkodói akarattal egybeszerkesztett törvénykönyv. Dzsingisz kán nagy kódexének is hívják. Meghatározó törvénykönyv volt a nagykán és utódai birodalmában és annak, illetve az utódállamok megszűnése után is jelentős hatással volt az ázsiai jogfejlődésre.
A mongolok nem ismerték az írást, ezért a Jaszát a meghódított najmanok egyik főembere, Sigi-Kutuku rögzítette írásba, amelyet először Dzsingisz Kán ismertetett Buharában.
Nincs teljesen megbízható adat a Jasza tartalmáról, csak állítólagos összetevői vannak, amelyek különféle forrásokból származnak. Eredetiben nem őrződött meg, tartalma csak közvetetten vált ismertté a történelmi hagyományok révén.
Ez a mű egyesítette a sztyeppe különféle törvényeit, és olyan törvények és rendeletek gyűjteményét fogalmazta meg, amelyek a Mongol Birodalomban az együttélést szabályozták.
A törvény egyben  meghatározta a vallási tolerancia iránti törekvéseket, szabályozta a nők (viszonylag magas) társadalmi helyzetét a mongolok körében, a háborúban való viselkedést és még az alkoholfogyasztást is. Ezenkívül olyan rendelkezéseket is tartalmazott, amelyek hagyományokat és szokásokat hoztak létre, például az állatok levágása és a folyóvizekben való mosás.
Drasztikus büntetéseket szabtak ki a törvény megsértése esetén. A 36 paragrafusból tizenhárom rendelkezett a halálbüntetésről, ideértve a házasságtörést, a hazugságot, a hazaárulást és az ivóvíz szennyezését. Egyes esetekben megcsonkítást alkalmaztak. Pénzbírságot csak nagyon ritkán szabtak ki.
A Jasza hosszú ideig képezte a mongol állami szervezet alapját. Később, bizonyos területeken, az iszlám törvények (saría) helyettesítették azt.
Számos forrás sejtéseket ad az egykori törvény pontjairól. Ezek közül néhány:
- Minden (közrendű) ember egyenlő.
- Minden vallást egyenlő tiszteletben kell tartani.
- Tilos békét kötni olyan uralkodóval vagy néppel, amely nem hódolt be.
- Halálbüntetés terhe alatt tilos az ellenséget kifosztani, mielőtt arra a vezértől engedély nem érkezik.
- Megengedett az állatok vérének és belső részeinek elfogyasztása (ez korábban tiltott volt).
- Azon tisztviselők és vezetők, akik nem teljesítették a parancsot, vagy nem jelentek meg a kán hívásánál, halálra ítélendők.
- Minden férfinak szolgálnia kell a hadseregben, ritka kivételekkel.
- A harcosok (katonák) nem lehetnek húsz évnél fiatalabbak.
- Minden férfinak, aki nem megy háborúba, dolgoznia kell az államnak (jutalom nélkül) egy bizonyos ideig.
- A harcosok edzettségének megtartása érdekében minden télen nagy vadászatot kell tartani.
- Aki a szodómiában bűnös, halállal büntetendő.
- Aki szándékosan hazudik, annak meg kell halnia.
- A varázslók (boszorkányok) halálra ítélendők.
- Az ivóvizekbe történő vizelés halállal büntetendő.
- Tilos valaki jelenlétében enni, aki előtt nincs étel, anélkül, hogy sajátját megosztaná vele.[3]
- Az idősek tisztelendők; a szegények támogatandók.
- Minden év elején minden embernek be kell mutatnia a lányát a kánnak, hogy közülük néhányat választhasson magának és gyermekeinek.
- A nőknek a háztartással kell foglalkozniuk. A férfiaknak vadászattal és háborúval kell foglalkozniuk.
- A nők elrablása, a szexuális zaklatás és a nők bántalmazása halállal büntetendő.
- A halálbüntetés terhe alatt tilos menedéket, ételt és ruhát adni az elszökött rabszolgáknak. Ha valaki szökött rabszolgát talál, azt vissza kell szolgáltatnia tulajdonosának.

## Fordítás
Ez a szócikk részben vagy egészben  a   Yassa című angol Wikipédia-szócikk fordításán alapul.  Az eredeti cikk szerkesztőit annak laptörténete sorolja fel. Ez a jelzés csupán a megfogalmazás eredetét és a szerzői jogokat jelzi, nem szolgál a cikkben szereplő információk forrásmegjelöléseként.